# Vissokogorni
Vissokogorni (en rus: Высокогорный) és un poble (un possiólok) del krai de Khabàrovsk, a Rússia, que el 2019 tenia 2.875 habitants. Pertany al districte rural de Vàninski.